# متلازمة إيلرز دانلوس
متلازمة إيلرز دانلوس (بالإنجليزية: Ehlers Danlos Syndrome)‏ اختصارًا (EDS) كان يسمى سابقًا باسم جلد مفرط المرونة،  هي اضطراب وراثي في النسيج الضام، وأول من قام بوصفه طبيب الجلدية الدنماركي إدفارد إيلرز (Edvard Ehlers) عام 1901، ثم قام العالم الفرنسي هنري دانلوس( Henri-Alexandre Danlos) بشرح الأسباب للمرض عام 1908، لذلك سميت الحالة باسم هذين العالمين.

## السبب
متلازمة إِهلرز-دانلوس. هي عبارة مجموعة من الاضطرابات الوراثية تصيب النسيج الظامي وتضعفه، وتصنف هذه المتلازمة إلى عدة أنواع، وسببها طفرات في جينات كولاجين ألفا2 (COL2A)، كولاجين ألفا3(وCOL3A)، كولاجين ألفا5(COL5A)، التي تصيب الأنسجة الضامة، التي هي بروتينات وظيفتها دعم الجلد والعظام والأوعية الدموية وغيرها من الأجهزة. وتصيب متلازمة إهلرز- دانلوس الجلد والمفاصل وجدران الأوعية الدموية.

## الأنواع
هناك عدة أنواع من متلازمة إهلرز- دانلوس يمكن أن تتراوح الإصابات بها من المعتدلة إلى المهددة للحياة. ويصاب واحد من أصل كل خمسة آلاف شخص بمتلازمة إهلرز- دانلوس.

## الأعراض

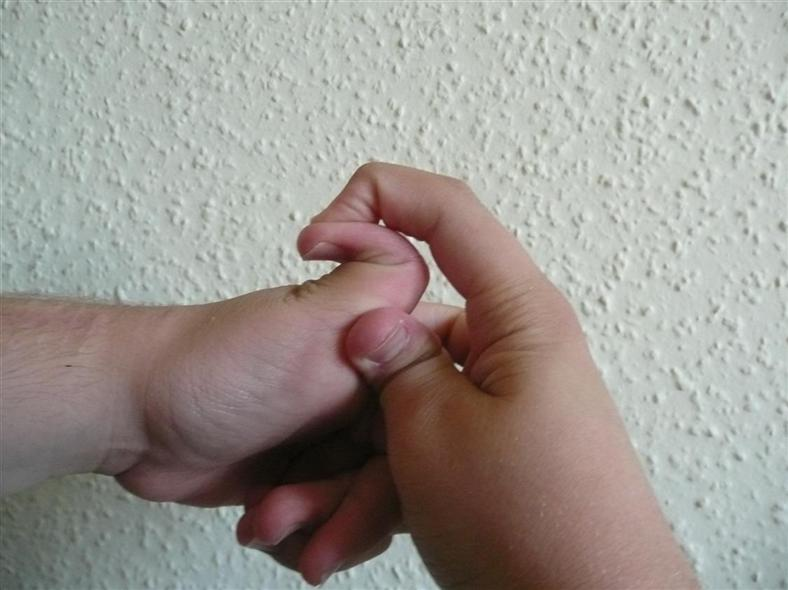
المرونة الشديدة للمفاصل

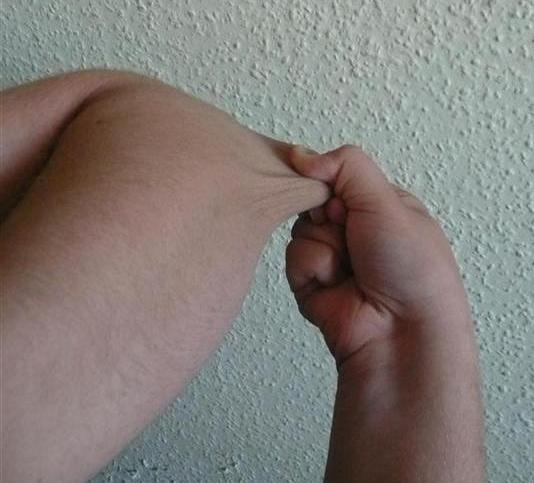
تمطط الجلد الشديد

على الرغم من أنه قد تحدث مضاعفات متعددة ومختلفة فإن معدل العمر يكون طبيعياً، ومعدل الذكاء طبيعي، انتشار المضاعفات يكون عالياً في عدد قليل من الأسر فقط، وتختلف الأعراض بشكل واسع حسب الطفرة الجينية الخاصة والنمط الناتج من متلازمة اهلرز-دانلوس، وعادة ما تكون متشابهة في العائلة الواحدة، لذا يلاحظ أنماط ودرجات متنوعة من الحالات.
- ارتخاء المفاصل.[4]
- هشاشة الأوعية الدموية الدقيقة.
- تشكل غير طبيعي للندوب، وشفاء غير اعتيادي للجروح.
- الجلد ناعم ومرن ومخملي الملمس، وسريع الإصابة الكدمات.
- تمزق الاوتار والعضلات .[5]
- فرط حركة المفاصل.
- فرط مرونة الجلد.
- هبوط الشرج.
- خلل الوظائف المستقلة.
- التعرض للالتهابات الصدر والجيوب الأنفية.
- انهيار الرئة استرواح الصدر.
- الأمعاء / الرحم هشاشة أو تمزق عفوي.
- اضطرابات الضغط العصبي ( متلازمة النفق الرسغي، تنمل الأطراف المؤلم، الاعتلال العصبي ).
- اضطرابات القلق، والاكتئاب، الخلل الوظيفي النفسي والاجتماعي.
- عدم الحساسية لأدوية التخدير الموضعي.
- تشوه آرنولد خياري (اضطراب في الدماغ)
- عدم الاستقرار في الجمجمة.
- الصداع النصفي.
- مشاكل في التركيز أو الذاكرة.
- مشاكل مع استقبال الحس العميق بما في ذلك خلل القياس.
- فشل تراكم الصفائح الدموية (الصفائح الدموية لا تتجمع معا بشكل صحيح)
- هشاشة منتشرة بأنسجة الجسم.
- ميل للنزف نتيجة للجروح والكدمات - ولكن النزف عادة ما يكون بسيطاً، ويكون شديداً في حالات قليلة.
- قد يسبب الرض الطفيف جروح فاغرة واسعة الفرجة لكنها قليلة النزف، وقد يكون اغلاق الجرح صعباً، نظراً لأن القطب الجراحية تميل لتمزيق النسيج الهش.
- تنشأ مضاعفات جراحية بسبب هشاشة النسيج العميق.[6]
- كثيراً ما تتشكل ناميات لحمية ( الأورام الرخوانية الكاذبة ) على رؤوس الندبات أو في نقاط الضغط .
- قد نجد كريات متكلسة تحت الجلد أو يثبت وجودها شعاعيا.
- القدم المسطحة في 90% من الحالات.
- القفد الفحجي حنف القدم 5%.
- الورك الولادي في 1%.
- الحدب الجنفي الشوكي 25%.
- تشوه صدري في 20%.
- الفتق المعدي المعوي.
- تمطط الجلد لعدة سنتمترات ولكنه يعود إلى وضعه الطبيعي بعد تركه.
- ندبات رقيقة - ورقية - فوق النتؤات العظمية وخصوصا : المرفقين، الركبتين، ومقدم الساقين .

## التشخيص
يُشخص المرض من خلال تقييم التاريخ الطبي والملاحظة السريرية. تُستخدم معايير بيغتون على نطاق واسع لتقييم درجة فرط حركة المفاصل. قد تساعد دراسات الحمض النووي والكيمياء الحيوية في تحديد الأفراد المصابين. تشمل الاختبارات التشخيصية الأخرى اختبار المتغير الجيني للكولاجين، ونمط الكولاجين الموجود عن طريق خزعة الجلد، وتخطيط صدى القلب، وفعالية إنزيم ليسيل هيدروكسيلاز أو الأوكسيداز. ومع ذلك، لا يمكن تشخيص كل الحالات عن طريق إجراء هذه الاختبارات، خاصة في حالات الأنواع غير المحددة بعد، لذلك يبقى دور التقييم السريري هو الأهم. في حال وجود عدة إصابات في الأسرة الواحدة، يجب إجراء التشخيص قبل الولادة باستخدام تقنيات الحمض النووي المعروفة باسم دراسة الارتباط. تعتبر المعلومات التي يملكها معظم الممارسين الطبيين حول متلازمة إيلرز دانلوس محدودة. ما يزال البحث جار لتحديد العلامات الجينية لجميع أنواع المتلازمة.

### التشخيص التفريقي
تشترك العديد من الاضطرابات في بعض الخصائص مع متلازمة إيلرز دانلوس، فمثلًا في متلازمة تهدل الجلد يكون الجلد فضفاضًا ومتجعدًا. في متلازمة إيلرز دانلوس، يمكن سحب الجلد بعيدًا عن الجسم، ولكنه مرن ويعود إلى طبيعته عند تركه. في متلازمة مارفان، تكون المفاصل شديدة الحركة وتحدث مضاعفات قلبية ووعائية مماثلة. يمتلك مرضى متلازمة إيلرز دانلوس شكلًا «مارفانويديًا» عادة (أي يكون المريض طويلًا ونحيفًا، ويمتلك ذراعين وساقين طويلتين وأصابعًا عنكبوتية). ومع ذلك، قد يوجد بعض الخصائص الأخرى عند مرضى متلازمة إيلرز دانلوس مثل قصر القامة والعينين الكبيرتين والفم والذقن الصغيرَين بسبب صِغر الحنك. قد يكون قوس الحنك مرتفعًا، ويؤدي ذلك إلى تراص الأسنان فوق بعضها البعض. يمكن أحيانًا رؤية الأوعية الدموية بسهولة من خلال الجلد الشفاف، وخاصة على الصدر. تتداخل أعراض اضطراب النسيج الضام الجيني، ومتلازمة لويز ديتز أيضًا مع متلازمة إيلرز دانلوس.
اعتُقد سابقًا أن مرض مينكيس، وهو اضطراب في استقلاب النحاس، أحد أشكال متلازمة إيلرز دانلوس. يُشخص بعض المرضى بشكل خاطئ أحيانًا بإصابتهم بالألم العضلي الليفي أو باعتلالات خثرية. يجب إجراء تشخيص صحيح للمتلازمة بسبب بعض المضاعفات الخطيرة التي قد تحدث في حال عدم مراقبتها أو علاج بعض المضاعفات المحتملة. يعتبر الورم الأصفر الكاذب المرن أحد التشخيصات التفريقية الهامة.

## مضاعفات محتملة للأم في الحمل والولادة
هذه المضاعفات تحدث نتيجة هشاشة أنسجة الأم المصابة بالمرض، لذا ينصح بالمتابعة للحامل في المراكز المتخصصة للولادة.
- ولادة الخدج.
- الولادة القيصرية.
- أخطار خزع الفرج.
- عرضة للنزف قبل وأثناء وبعد الولادة.
- التمزق الباكر لجيب المياه.
- قد تسبب قابلية تمدد النسج عند الأم .

## علم الوراثة
صنف لهذ المتلازمة عشرة أنوع مختلفة، وعلم الوراثة شرحها على تؤثر على كل الاعراق البشرية ونسبة الأصابة بها هي حالة لكل 10.000 فرد. أنها تنتج بسبب طفرات جينية وعوز في انزيم ليزيل هيدروكسيلاز . وهذه الطفرات تؤثر على مجموعة مختلفة من الكولاجينات. كولاجين ألفا2 (COL2A)، كولاجين ألفا3(وCOL3A)، كولاجين ألفا5(COL5A)
1

## العلاج
لا يوجد حاليا علاج شاف لهذه المتلازمة، ولكن يشمل العلاج تدابير لتخفيف الأعراض. كما يشمل تعلم كيفية حماية المفاصل ومنع وقوع الإصابات.

## معرض صور

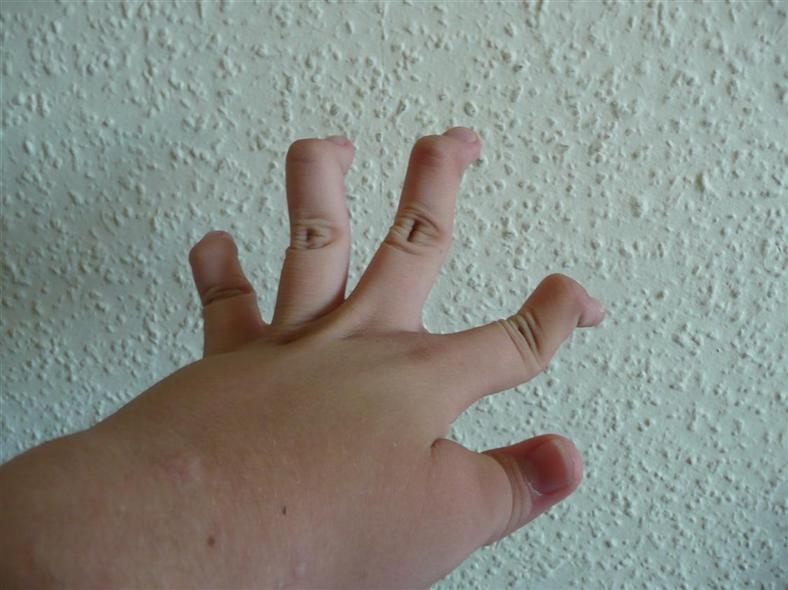
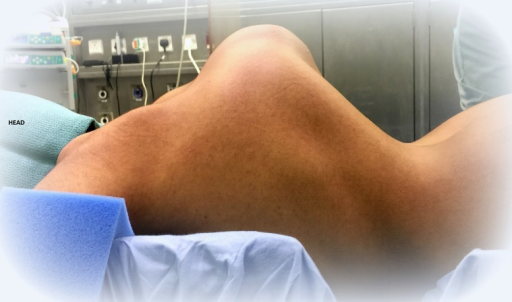
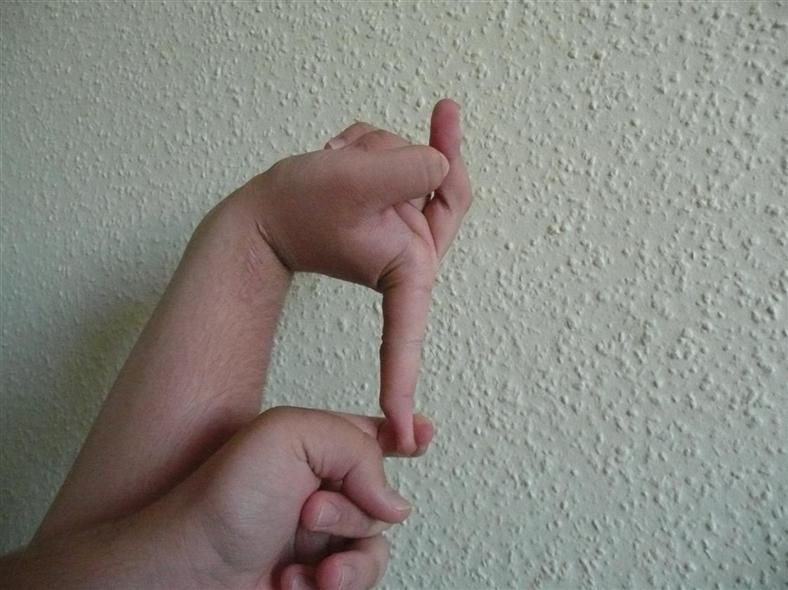

## حالات متشابهة انظر أيضا
- متلازمة مارفان
- متلازمة وليامز